# لغة الإشارة في القرية
لغة الإشارة القروية، أو إشارة القرية، والمعروفة أيضاً باسم لغة الإشارة المشتركة، هي لغة إشارة محلية أصلية تُستخدم من قبل الصم والسامعين على حد سواء في منطقة تشهد نسبة عالية من الصمم الخلقي. يعرّف مير وآخرون لغة الإشارة القروية بأنها لغة "تنشأ في مجتمع قائم، معزول نسبياً، يُولد فيه عدد من الأطفال الصم". ويشير مصطلح "لغة الإشارة الريفية" إلى المفهوم ذاته تقريباً. في العديد من الحالات، تكون لغة الإشارة معروفة في جميع أنحاء المجتمع من قبل جزء كبير من السكان السامعين. وعادةً ما تتضمن هذه اللغات إشارات مشتقة من الإيماءات المستخدمة من قبل السكان السامعين، ما يجعل لغات الإشارة القروية المجاورة متشابهة معجمياً من دون أن تكون مرتبطة فعلياً، نتيجة التشابه المحلي في الإيماءات الثقافية التي سبقت ظهور لغات الإشارة. معظم لغات الإشارة القروية مهددة بالاندثار بسبب انتشار التعليم الرسمي للصم، الذي يستخدم أو يطوّر لغات الإشارة المجتمعية، مثل لغة الإشارة الوطنية أو الأجنبية.
عندما لا تكون اللغة مشتركة مع القرية أو مع المجتمع السامع بأكمله، بل تُستخدم فقط ضمن عدد محدود من العائلات وأصدقائهم، يمكن تمييزها كلغة إشارة عائلية. في مثل هذه الحالات، قد يكون معظم السامعين المستخدمين للغة من المتحدثين الأصليين إذا كانوا من أفراد هذه العائلات، أو قد يكونون قد اكتسبوها في سن مبكرة.

## الخصائص
تعتمد طبيعة لغة الإشارة القروية على طبيعة الصمم في المجتمع. عندما يكون الصمم متنحياً من الناحية الوراثية، قد لا يكون لدى الأطفال الصم أفراد من العائلة المباشرة يعانون من الصمم، بل أقارب صمّ من درجات قرابة أبعد. ولأن العديد من العائلات السامعة الكبيرة تحتوي على أفراد صم، فإن أعداداً كبيرة من السامعين يستخدمون لغة الإشارة (وإن لم يكن دائماً بإتقان). في قرية ديسا كولوك في بالي، على سبيل المثال، يستخدم ثلثا السكان لغة الإشارة، رغم أن نسبة الصم لا تتجاوز ٢٪؛ وفي آداموروبه، غانا، يبلغ عدد السامعين الذين يستخدمون الإشارة عشرة أضعاف عدد الصم، وقد طوّر المجتمع لغة إشارة أصلية تُستخدم من قبل كل من الصم والسامعين. وهذا يعني أن التواصل بين الصم والسامعين خارج نطاق العائلة يكون جيداً عموماً، وبالتالي فإن معدل الزواج بين الصم والسامعين يكون مرتفعاً. في حالات متطرفة، مثل جزيرة بروفيدنس في كولومبيا، تجري معظم محادثات الأشخاص الصم مع السامعين، وتكون فرص التواصل المباشر بين الصم أنفسهم محدودة، مما يحد من تطور اللغة. وربما نتيجة لذلك، فإن لغة الإشارة في بروفيدنس بسيطة جداً، ويتحدث السامعون إلى الصم كما لو أنهم بلهاء، ولا يتم دمج الصم بشكل جيد في المجتمع. وفي معظم الحالات الموثقة من لغات الإشارة القروية، يبدو أن الصمم الوراثي المتنحي هو السائد.

## لغات الإشارة العائلية
عندما يكون الصمم سائداً وراثياً، بالمقابل، يكون الصمم مقيّداً إلى حد كبير بعائلات معينة، مثل عائلة ماردين في تركيا والعائلة التي نشأت فيها لغة الإشارة في طوروس الوسطى في تركيا. ويميل الأشخاص الصم إلى إنجاب أطفال صم، وبالتالي نقل اللغة مباشرة. ومع توفر قدر كبير من التواصل المباشر بين مستخدمي لغة الإشارة من الصم، فإن هذه اللغات تكون متطورة جيداً. وبما أن عدد السامعين الذين لديهم أقارب صم أقل، فإن عدد السامعين الذين يستخدمون الإشارة يكون قليلاً أيضاً، كما تقل نسب الزواج المختلط؛ وتميل العائلات إلى امتلاك مفرداتها الخاصة (وربما لغتها الخاصة)، كما في جزيرة أمامي أوشيما في اليابان. ومع ذلك، هناك استثناءات: في بان خور في تايلاند، الصمم وراثي سائد ومقتصر على عائلة موسعة واحدة، لكن منازل العائلات المختلفة مختلطة داخل القرية، لذلك لدى جميع السامعين تقريباً جيران صم، ويُستخدم الإشارات على نطاق واسع بين جميع العائلات السامعة.
تتباين لغات الإشارة القروية مع لغات الإشارة المجتمعية، التي تنشأ عندما يجتمع الأشخاص الصم لتشكيل مجتمعاتهم الخاصة. وتشمل هذه لغات المدارس، مثل لغة الإشارة النيكاراغوية، ولغة الإشارة في بينانغ، ومختلف لغات الإشارة في تنزانيا وسريلانكا، والتي تتطور ضمن طلاب المدارس المخصصة للصم والتي لا تستخدم الإشارة كلغة تعليم، إضافة إلى اللغات المجتمعية مثل لغة الإشارة في باماكو (مالي)، ولغة الإشارة الهوسا (نيجيريا)، ولغات الإشارة في سايغون وهايفونغ وهانوي (فيتنام)، وبانكوك وتشيانغ ماي (تايلاند)، والتي تنشأ حيث يتجمع الأشخاص الصم غير المتعلمين عموماً في المراكز الحضرية من أجل العمل. ولا تكون لغات الإشارة المجتمعية معروفة عموماً من قبل السكان السامعين.
تبدو هناك فروقات نحوية بين لغات الإشارة القروية والمجتمعية، وقد تعكس هذه الفروقات نشوء وتطور القواعد أثناء عملية التشكيل اللغوي. ويميل الفضاء الإشاري إلى أن يكون واسعاً. وتستخدم قلة من لغات الإشارة القروية الفضاء الإشاري لوظائف مجردة مجازية أو نحوية، بل يقتصر استخدامها على الإشارات الملموسة، مثل الإشارة إلى أماكن أو إلى موقع الشمس في السماء في وقت معين. ويُعتقد أن هذه الفروقات قد تكون ناجمة جزئياً على الأقل عن السياق الاجتماعي واللغوي لهذه اللغات. ففي حالة لغة الإشارة القروية، يكون المتحدثون متجانسين ثقافياً، ويتشاركون سياقاً اجتماعياً وتاريخاً وخبرات موحدة، ويعرفون بعضهم شخصياً. وقد يُمكّنهم ذلك من التواصل دون الحاجة إلى الوضوح اللفظي المطلوب في المجتمعات الأكبر والأقل ألفة. ونتيجة لذلك، قد تتطور البنى النحوية واللغوية الأخرى ببطء نسبياً. ومع ذلك، هناك استثناءات. يُقال إن لغة الإشارة في كايلغي تستخدم الإشارة المجازية والملموسة، كما أنها توظف الفضاء الإشاري بشكل نحوي للتعبير عن التوافق الفعلي.
وبما أن لغات الإشارة القروية، في حالات الصمم الوراثي المتنحي على الأقل، تُستخدم من قبل أعداد كبيرة من السامعين الذين يستخدمون أيضاً لغات منطوقة، فقد تتأثر البنى اللغوية لهذه اللغات بشدة ببنية اللغات المنطوقة. على سبيل المثال، تحتوي لغة الإشارة في آداموروبه في غانا على أفعال متسلسلة، وهي بنية لغوية موجودة أيضاً في لغة توي المنطوقة من قبل سكان المجتمع السامعين.
تختلف لغات الإشارة الصمّاء عن لغات الإشارة المحظورة كلامياً، مثل لغات الإشارة الأسترالية الأصلية، التي تُطوّر كلغات مساعدة من قبل المجتمع السامع وتُستخدم من قبل الصم بشكل ثانوي فقط، إذا ما استخدمها الصم أصلاً (بدلاً من لغة الإشارة المنزلية)، وهي ليست لغات مستقلة (على الأقل في أصلها).

## اللغات
ظهرت لغات الإشارة القروية واختفت تاريخياً مع تغيّر المجتمعات، والعديد منها غير معروف أو غير موصوف. الأمثلة الموثقة تشمل:
- لغة الإشارة Adamorobe ، لغة الإشارة Nanabin (غانا)
- لغة الإشارة عليبور ، لغة الإشارة النجا (الهند)
- لغة الإشارة البدوية السيد (إسرائيل)
- لغة الإشارة في جزيرة أمامي (اليابان؛ ربما عدة لغات)
- لغة إشارة بان خور ، لغة إشارة هواي هاي ، لغة إشارة نا ساي (تايلاند، ربما لغة واحدة)
- لغة الإشارة في جزر الخليج
- لغة الإشارة بواكاكو (لا سيبو، ساحل العاج)
- ربما لغة إشارة بريبري ، لغة إشارة برونكا (كوستاريكا)
- لغة الإشارة بورا (نيجيريا)
- لغة الإشارة في برج الثور الأوسط (تركيا)
- لغة الإشارة شاتينو (المكسيك)
- لغة الإشارة غرداية (الجزائر → إسرائيل)
- لغة إشارة هينيكر ، لغة إشارة وادي نهر ساندي (الولايات المتحدة)
- لغة الإشارة الإنويت (كندا)
- لغة الإشارة جوملا ، لغة الإشارة جانكوت ، لغة الإشارة غاندروك (نيبال)
- لغة الإشارة كابور (البرازيل)
- كفر قاسم لغة الإشارة (إسرائيل)
- لغة إشارة الكايلجي (بابوا غينيا الجديدة، ربما مرتبطة بلغة الإشارة SSSL) [1]
- Kata Kolok (Bali, Indonesia)
- لغة الإشارة ماردين (تركيا)
- لغة الإشارة البحرية (كندا، جزء من عائلة BANZSL )
- لغة الإشارة في مارثا فينيارد (الولايات المتحدة)
- لغة الإشارة مونابودوك-بودي (نيبال)
- لغة الإشارة المايا (المكسيك وغواتيمالا)
- لغة الإشارة القديمة في كينت (إنجلترا)
- لغة الإشارة في جزيرة بروفيدنس (كولومبيا)
- ؟ لغة الإشارة سيناسينا (بابوا غينيا الجديدة)
- لغة الإشارة التبولية (مالي)
- لغة إشارة تيرينا (البرازيل)

أما لغة الإشارة المزعومة في رينيل من جزر سليمان فهي كانت لغة إشارة منزلية. وليس من الواضح إن كانت لغة الإشارة المبلغ عنها في ماراجو بالبرازيل لغة متماسكة أم مجرد لغة إشارة منزلية في عائلات مختلفة؛ وكذلك الأمر بالنسبة للغة الإشارة في ماكشاكالي، أيضاً في البرازيل، والتي تُعد على الأقل حديثة جداً. أما لغة الإشارة في ميهك (بابوا غينيا الجديدة)، فتظهر إشاراتها متغيرة جداً، مما يشير إلى وجود لغة قروية ناشئة غير متماسكة إلى جانب الكثير من لغة الإشارة المنزلية.

## روابط خارجية
- مشروع EuroBABEL: لافتة القرية في جامعة سنترال لانكشاير

## قراءة إضافية
- فريدمان، جوشوا جيه، "لغات الإشارة في القرى، تتلاشى بسرعة: باحثون يكتشفون الثقافات غير العادية التي جمعت بين الصم والسامعين"، صحيفة بوسطن جلوب، قسم الأفكار، 27 يوليو/تموز 2013.
- زيشان، أولريكه . "أخلاقيات توثيق لغات الإشارة في المجتمعات القروية". (2007): وقائع مؤتمر توثيق اللغة والنظرية اللغوية ، تحرير بيتر ك. أوستن، وأوليفربوند، وديفيد ناثان، ص. 269–179.
- زيشان، أولريكه وكوني دي فوس، محرران (٢٠١٢). لغات الإشارة في المجتمعات القروية: رؤى أنثروبولوجية ولغوية (عنوان السلسلة: تصنيف لغة الإشارة ٤). برلين: دي جرويتر موتون.